# Kenichi Konishi
Kenichi Konishi (japonès: 小西 健)  (Hamhung, 20 de març de 1909 - 20 de març de 1986) va ser un jugador d'hoquei sobre herba japonès que va competir durant la dècada de 1930.
El 1932 va prendre part en els Jocs Olímpics de Los Angeles, on va guanyar la medalla de plata com a membre de l'equip japonès en la competició d'hoquei sobre herba.